# Зеллін
Зеллін (нім. Sellin) — громада в Німеччині, розташована в землі Мекленбург-Передня Померанія. Входить до складу району Передня Померанія-Рюген. Складова частина об'єднання громад Менхгут-Граніц.
Площа — 14,33 км2. Населення становить 2653 ос. (станом на 31 грудня 2020).

## Галерея

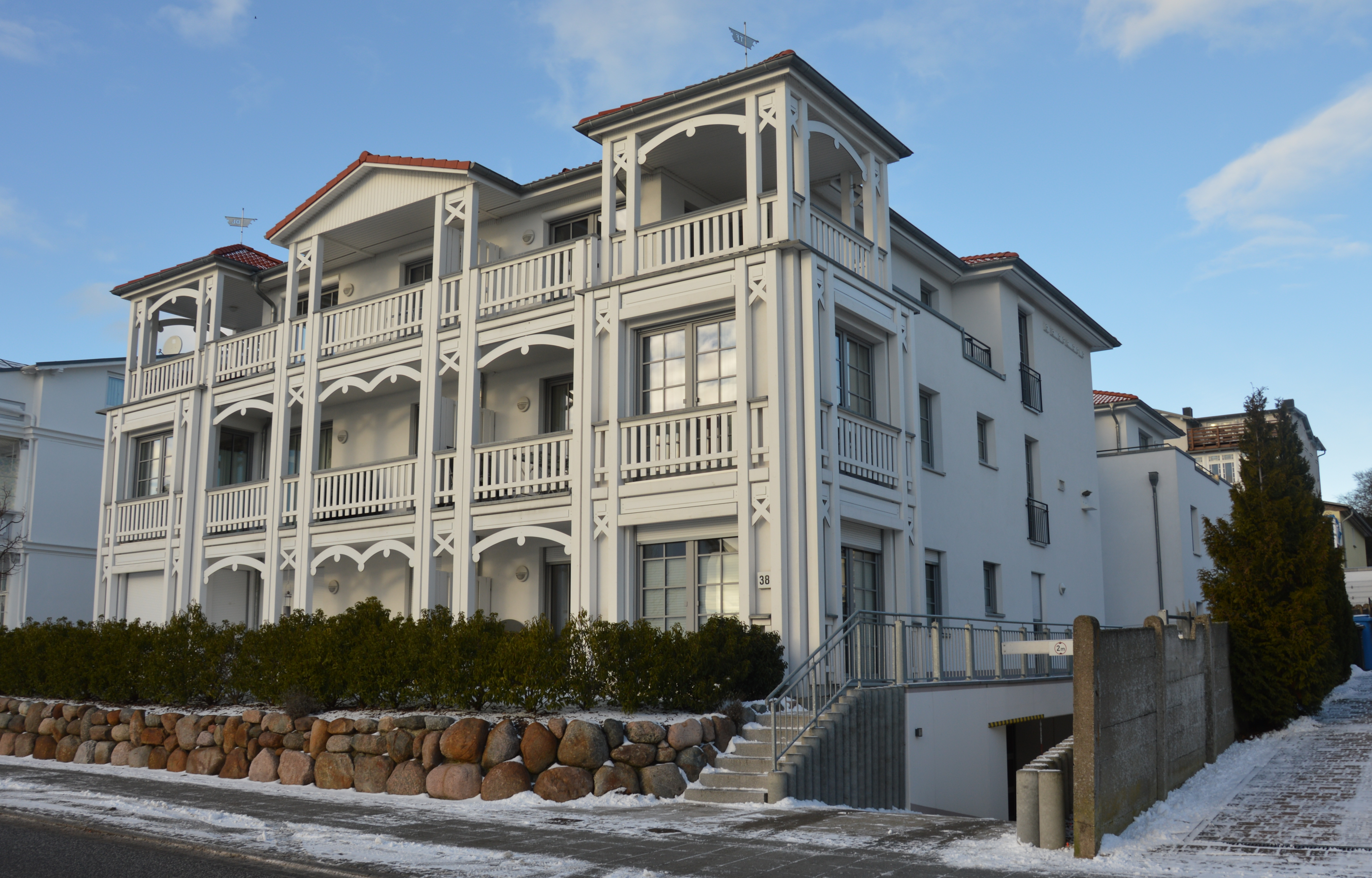
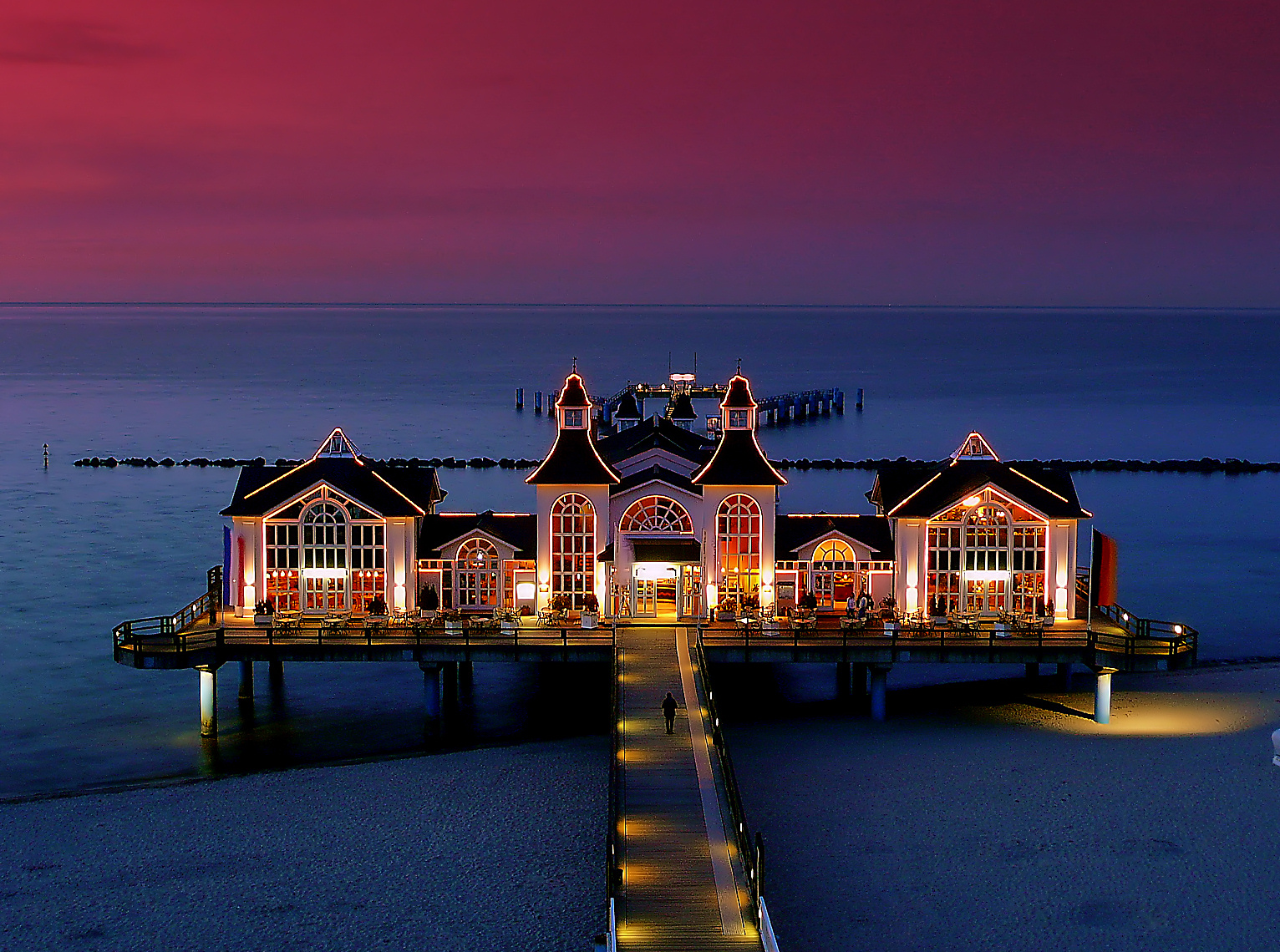
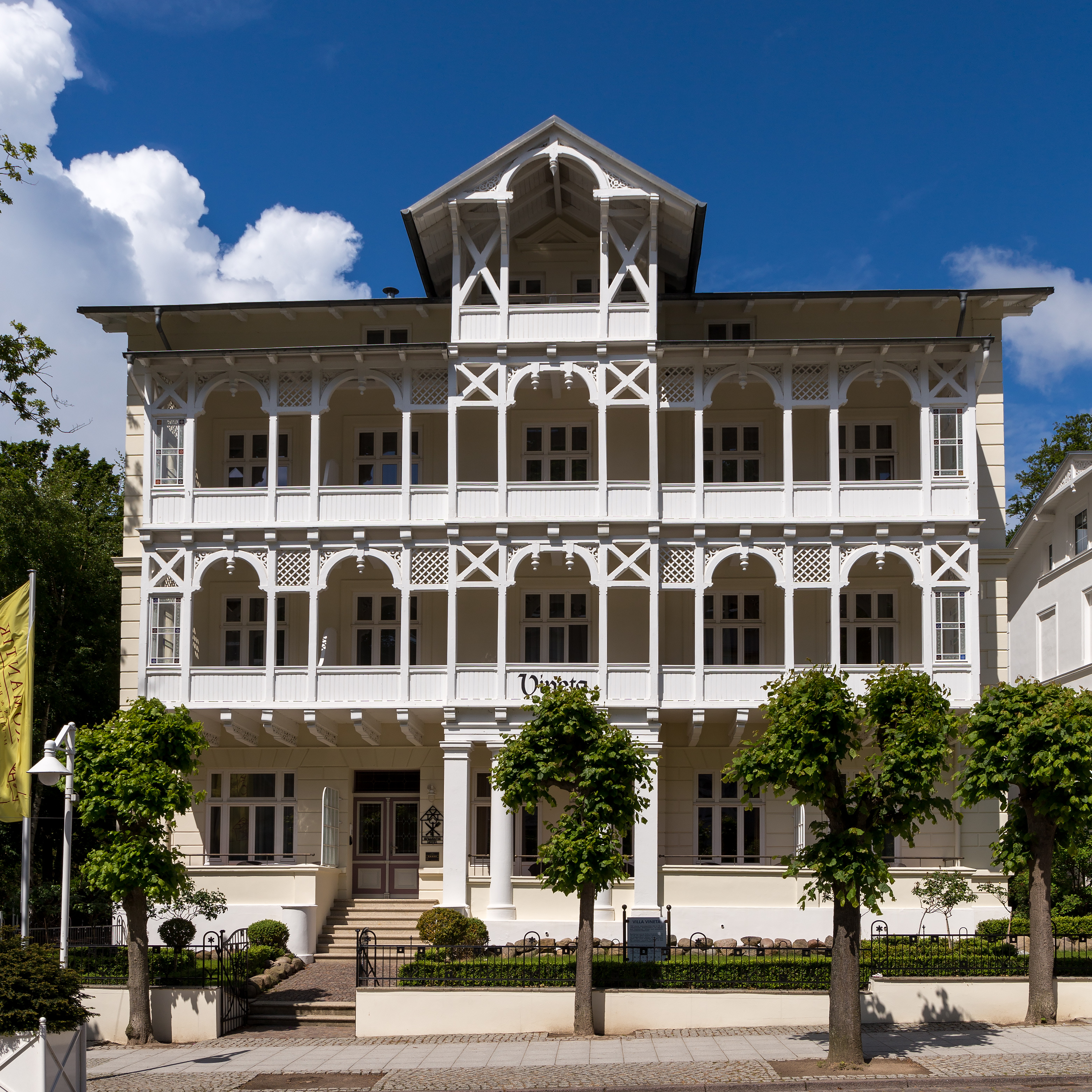
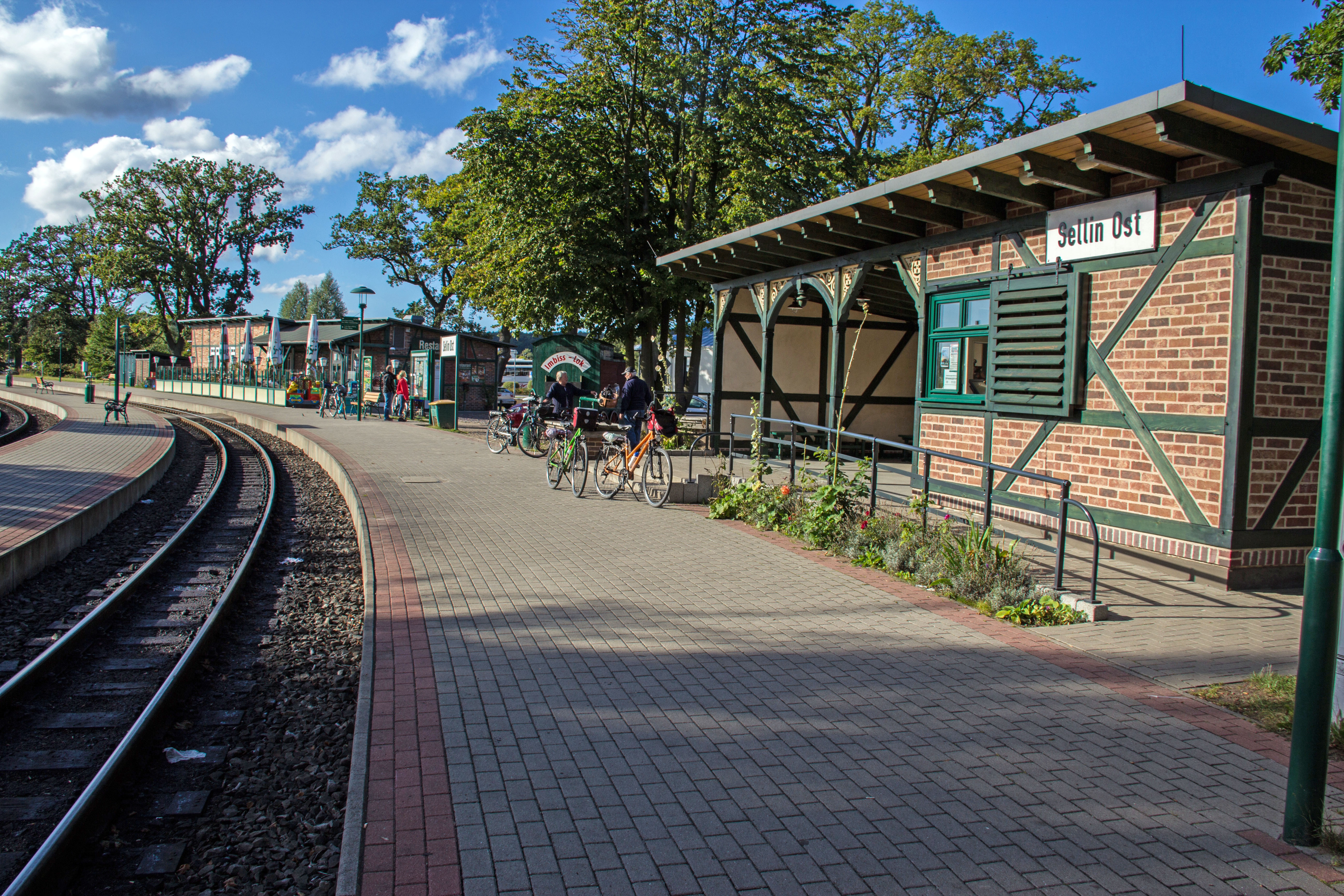
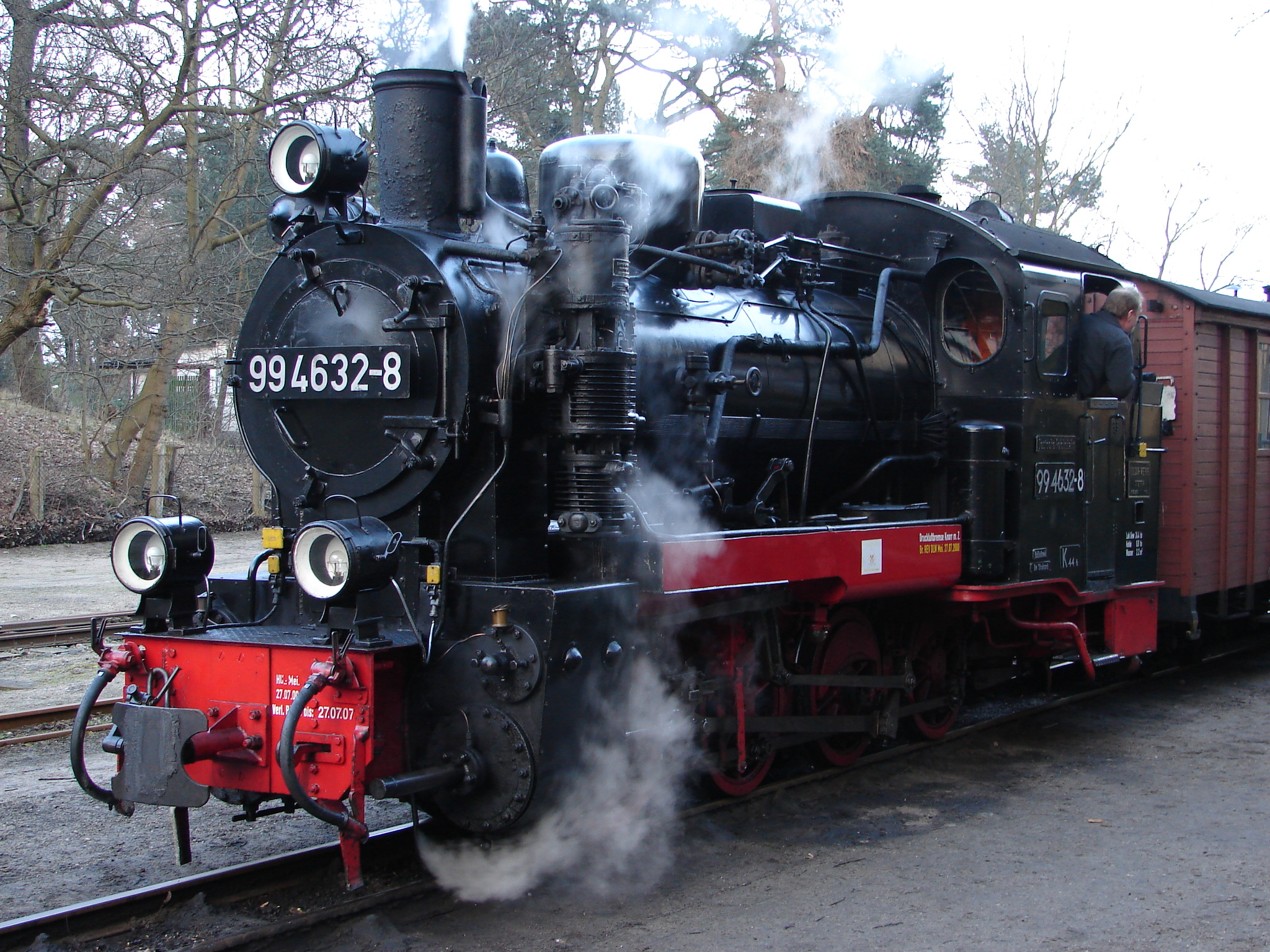